# Конвой SO-807
Конвой SO-807 — японський конвой часів Другої світової війни, проведення якого відбувалось у липні — серпні 1943 року.
Конвой сформували на Палау (важливий транспортний хаб на заході Каролінських островів) для проведення групи транспортних суден до Рабаула — головної передової бази в архіпелазі Бісмарка, з якої провадились операції на Соломонових островах та сході Нової Гвінеї.
До складу конвою SO-807 увійшли транспорти «Ехіме-Мару», «Казан-Мару», «Козан-Мару» та ще два неідентифіковані судна, а ескорт складався із мисливців за підводними човнами CH-10, CH-18 та CH-23.
28 липня 1943 року судна вийшли з Палау й попрямували на південний схід. Хоча на комунікаціях архіпелагу Бісмарка традиційно діяли американські підводні човни, проте конвой SO-807 пройшов без інцидентів та 5 серпня прибув до Рабаула.